# Afrikanska mästerskapet i futsal
Afrikanska mästerskapet i futsal; officiellt African Futsal Championship, är en mästerskapstävling i futsal för herrlandslag. Mästerskapet spelas vart fjärde år sedan 1996 av lag som tillhör fotbollsfederationen Caf, som administrerar den organiserade futsalen i Afrika. Mästerskapet används även som kvalificering till Världsmästerskapet i futsal (Fifa).

## Medaljörer
| År   | Värdnation   | Final   | Final        | Final      | Match om tredjepris | Match om tredjepris         | Match om tredjepris |
| År   | Värdnation   | Vinnare | Resultat     | Tvåa       | Trea                | Resultat                    | Fyra                |
| ---- | ------------ | ------- | ------------ | ---------- | ------------------- | --------------------------- | ------------------- |
| 1996 | Egypten      | Egypten | KIG          | Ghana      | Zimbabwe            | KIG                         | Somalia             |
| 2000 | Egypten      | Egypten | KIG          | Marocko    | Libyen              | KIG                         | Sydafrika           |
| 2004 | Hemma/borta  | Egypten | 10–2, 3–5    | Moçambique | Marocko             | Walk over                   | Guinea-Bissau       |
| 2008 | Libyen       | Libyen  | 4 – 3 (e.f.) | Egypten    | Marocko             | 3 – 1 (e.f.)                | Moçambique          |
| 2011 | Burkina Faso |         | Inställt     |            |                     | Inställt                    |                     |
| 2016 | Sydafrika    | Marocko | 3 – 2        | Egypten    | Moçambique          | 5 – 5 (e.f.) (2 – 1) (str.) | Zambia              |
| 2020 | Marocko      | Marocko | 5 – 0        | Egypten    | Angola              | 2 – 0                       | Libyen              |
| 2024 | Marocko      | Marocko | 5 – 1        | Angola     | Libyen              | 2 – 2 (3 – 1) (str.)        | Egypten             |